# Улрих фон Йотинген
Улрих фон Йотинген (на немски: Ulrich von Oettingen; * пр. 1415 в Йотинген; † 28 май 1477) е граф на Йотинген в Швабия, Бавария и на замък Флохберг в Шлосберг в Бопфинген, Баден-Вюртемберг.
Той е най-малкият син на граф Фридрих III фон Йотинген († 1423) и втората му съпруга Еуфемия фон Силезия-Мюнстерберг († 1447), дъщеря на херцог Болко III фон Мюнстерберг († 1410). Роднина е на курфюрст и немски крал Рупрехт III († 1410).
Брат е на Фридрих IV († 2 септември 1439 в Нойбург на Дунав), Вилхелм I († 1467), граф на Йотинген-Вемдинг-Флокберг, Йохан I († 1449), граф на Йотинген-Валерщайн, и на Албрехт († 17 януари 1443), капитулар в Айхщет, Страсбург, Вюрцбург и Кьолн.
През 1330 г. графовете на Йотинген получават от крал Лудвиг IV Баварски като феод замък Флохберг в Бопфинген, Баден-Вюртемберг. През 1347 г. император Карл IV залага замъка на графовете на Йотинген. Те никога не плащат сумата и правят замъка за резиденция на техните фогти.

## Фамилия
Улрих фон Йотинген се жени пр. 25 февруари 1444 г. за графиня Елизабет фон Шаунберг († август 1461), дъщеря на граф Йохан I фон Шаунберг († 1453) и Анна фон Петау († 1465). Те имат една дъщеря:
- Анна († пр. 1500), омъжена на 1474/22 ноември 1484 г. за фрайхер Ханс фон Айхберг-Лабервайнтинг-Зьолденау-Райхсдорф († пр. 15 декември 1511)

Улрих фон Йотинген се жени втори път на 8 февруари 1466 г. за Барбара фон Кунщат-Подебрад (* ок. 1451; † 20 септември 1474), дъщеря на бохемския крал Иржи фон Кунщат († 1471) (род Подебради) и втората му съпруга Йохана фон Розмитал († 1475). Те имат две деца:
- Йоахим (* пр. 1470; † 7 юли 1520, убит), граф на Йотинген-Флохберг, женен на 28 май 1496 г. за Доротея фон Анхалт (* ок. 1472; † 3 август 1505), дъщеря на княз Албрехт VI (V) фон Анхалт-Кьотен († 1475)
- Маргарета (* 13 юли 1471; † 22 януари 1535), абатиса на Кирххайм.

Улрих фон Йотинген се жени трети път на 13 август 1475 г. за графиня Барбара фон Тенген († 1489) дъщеря на Йохан V фон Неленбург († 1484) и Берта фон Кирхберг († 1482). Те нямат деца.
Вдовицата му Барбара фон Тенген се омъжва втори път на 29 ноември 1477 г. за граф Хайнрих II фон Цвайбрюкен-Бич-Оксенщайн (1443 – 1499/1500).